# Elektriciteitscentrale Wolfsburg Noord
Elektriciteitscentrale Wolfsburg Noord is een steenkool-gestookte thermische centrale in Wolfsburg in de Duitse deelstaat Nedersaksen.
De centrale is van Volkswagen en staat op het fabrieksterrein en wordt ook wel Altes Heizkraftwerk genoemd. Kenmerkend als orientatiepunt voor de stad zijn de vier schoorstenen van 125 meter hoog.
Heizkraftwerk Wolfsburg West is een grotere modernere centrale op het Volkswagenterrein.